# Livingstone Blue Bears
Livingstone Blue Bears (español: los Osos Azules de la Universidad Livingstone) es el nombre de los equipos deportivos del  Livingstone College, situado en Salisbury, Carolina del Norte. Los equipos de los Blue Bears participan en las competiciones universitarias organizadas por la NCAA, y forman parte desde 1931 de la Central Intercollegiate Athletic Association.

## Programa deportivo
Los Blue Bears compiten en 5 deportes masculinos y en otros 7 femeninos:
| - Masculino - Baloncesto - Golf - Fútbol americano - Atletismo - Cross | - Femenino - Baloncesto - Voleibol - Cross - Atletismo - Softball - Tenis - Bowling |

### Fútbol americano
El Livingstone College fue la primera institución académica afroamericana en disputar un partido de fútbol americano. Se jugó bajo la nieve de Salisbury, el 27 de diciembre de 1892 ante el Biddle College, que posteriormente cambiaría su nombre por el de Johnson C. Smith University.

## Instalaciones deportivas
- William Trent Gymnasium es el pabellón donde disputan sus competiciones los equipos de baloncesto.

- Alumni Memorial Stadium es el estadio donde disputan sus encuentros el equipo de fútbol americano. Tiene una capacidad para 6.000 espectadores.[2]